# Strukturwissenschaft
Mit dem Begriff Strukturwissenschaften werden Wissensgebiete zusammengefasst, die allgemein funktional wirksame Formen betrachten und weder im Allgemeinen noch im Speziellen Gegenstände der Natur oder der sozialen Wirklichkeit zum Gegenstand haben. Diese Eingrenzung dient als Alternative zur Einteilung nach Sachgebiet, wie bei der Klassifizierung als Natur-, Geistes- oder Sozialwissenschaft.
Oft ist mit der Verwendung des Terms Strukturwissenschaft  der Anspruch verbunden, dass diese Wissensgebiete Metatheorien zu den Sachgebieten darstellen oder sogar auf eine einzige Wissenschaft von Strukturen und Formen verweisen. Es besteht eine gewisse Verwandtschaft und Überschneidung im beanspruchten Umfang mit Formalwissenschaften oder der klassisch-rationalistischen Vorstellung einer reinen Vernunftwissenschaft. Im Gedanken der Strukturwissenschaft ist dann die Idee einer Einheit der Wissenschaften mitgedacht, die eine Aufspaltung der Einzelwissenschaften überwindet, so dass sich am Ende nur die Strukturwissenschaft und die jeweilige Erfahrungswissenschaft, in der sie angewendet wird, gegenüberstehen. Dabei ist es ein Ziel der Strukturwissenschaften, die Entstehung der in der Natur gegebenen Vielfalt organisierter und komplexer Strukturen auf einheitliche, abstrakte Grundgesetze zurückzuführen. Im Rahmen der Einteilung der Wissenschaften in Einzelwissenschaften wird gelegentlich eine Segmentierung in Strukturwissenschaften, Naturwissenschaften, Humanwissenschaften (d. h. den Geistes- und Sozialwissenschaften), und Ingenieurwissenschaften vorgenommen. Oft wird der Begriff gefüllt, indem Grundlagen- und Teildisziplinen bestimmter etablierter Wissenschaften der Rang einer Strukturwissenschaft verliehen wird.

## Umfang
Zu den Strukturwissenschaften werden von den Befürwortern dieser Einteilung der Wissenschaft diverse Forschungsbereiche gezählt, von denen einige beispielhaft in der rechts stehenden Tabelle gelistet sind.
| \| Grundlagen der Mathematik \| Angewandte Mathematik \| \| ---------------------------------------------------------------------------------------- \| ------------------------------------------------------------------------------------------------------------------------------------------------------------------------------------------------------------------------------------------------------------------------------------------------------------------------------------------------------------------------------------------------------------------------------------- \| \| - mathematische Logik - Beweistheorie - Rekursionstheorie - Modelltheorie - Mengenlehre \| - Dynamische Systeme - Nichtlineare Dynamik, mathematische Katastrophentheorie und Chaosforschung - Kontrolltheorie (Regelungstechnik, mathematische Systemtheorie) - Finanzmathematik - Graphentheorie - Informationstheorie - Kryptographie - Mathematische Biologie - Mathematische Chemie - Mathematische Linguistik - Mathematische Physik - Numerik - Operations Research, Optimierung - Spieltheorie - Versicherungsmathematik \| \| Reine Mathematik \| - Dynamische Systeme - Nichtlineare Dynamik, mathematische Katastrophentheorie und Chaosforschung - Kontrolltheorie (Regelungstechnik, mathematische Systemtheorie) - Finanzmathematik - Graphentheorie - Informationstheorie - Kryptographie - Mathematische Biologie - Mathematische Chemie - Mathematische Linguistik - Mathematische Physik - Numerik - Operations Research, Optimierung - Spieltheorie - Versicherungsmathematik \| \| - Algebra - Analysis - Geometrie und Topologie (Mathematik) - Stochastik - Zahlentheorie \| - Dynamische Systeme - Nichtlineare Dynamik, mathematische Katastrophentheorie und Chaosforschung - Kontrolltheorie (Regelungstechnik, mathematische Systemtheorie) - Finanzmathematik - Graphentheorie - Informationstheorie - Kryptographie - Mathematische Biologie - Mathematische Chemie - Mathematische Linguistik - Mathematische Physik - Numerik - Operations Research, Optimierung - Spieltheorie - Versicherungsmathematik \| \| Theoretische Informatik \| Allgemeine Systemtheorie \| \| - Automatentheorie und formale Sprachen - Berechenbarkeitstheorie - Komplexitätstheorie \| - Kybernetik - Synergetik - Selbstorganisationstheorie - Komplexe Systeme - Netzwerkforschung - Komplexes Netzwerk - System Dynamics - Ingenieurwissenschaftliche Systemtheorie \| | |
| Zu den Strukturwissenschaften werden heutzutage tausende von Einzeldisziplinen gezählt. | |
| Grundlagen der Mathematik | Angewandte Mathematik |
| - mathematische Logik - Beweistheorie - Rekursionstheorie - Modelltheorie - Mengenlehre | - Dynamische Systeme - Nichtlineare Dynamik, mathematische Katastrophentheorie und Chaosforschung - Kontrolltheorie (Regelungstechnik, mathematische Systemtheorie) - Finanzmathematik - Graphentheorie - Informationstheorie - Kryptographie - Mathematische Biologie - Mathematische Chemie - Mathematische Linguistik - Mathematische Physik - Numerik - Operations Research, Optimierung - Spieltheorie - Versicherungsmathematik |
| Reine Mathematik | - Dynamische Systeme - Nichtlineare Dynamik, mathematische Katastrophentheorie und Chaosforschung - Kontrolltheorie (Regelungstechnik, mathematische Systemtheorie) - Finanzmathematik - Graphentheorie - Informationstheorie - Kryptographie - Mathematische Biologie - Mathematische Chemie - Mathematische Linguistik - Mathematische Physik - Numerik - Operations Research, Optimierung - Spieltheorie - Versicherungsmathematik |
| - Algebra - Analysis - Geometrie und Topologie (Mathematik) - Stochastik - Zahlentheorie | - Dynamische Systeme - Nichtlineare Dynamik, mathematische Katastrophentheorie und Chaosforschung - Kontrolltheorie (Regelungstechnik, mathematische Systemtheorie) - Finanzmathematik - Graphentheorie - Informationstheorie - Kryptographie - Mathematische Biologie - Mathematische Chemie - Mathematische Linguistik - Mathematische Physik - Numerik - Operations Research, Optimierung - Spieltheorie - Versicherungsmathematik |
| Theoretische Informatik | Allgemeine Systemtheorie |
| - Automatentheorie und formale Sprachen - Berechenbarkeitstheorie - Komplexitätstheorie | - Kybernetik - Synergetik - Selbstorganisationstheorie - Komplexe Systeme - Netzwerkforschung - Komplexes Netzwerk - System Dynamics - Ingenieurwissenschaftliche Systemtheorie |

Vergleichsweise neue Zweige, die sich etwa im Bereich zwischen der angewandten Mathematik und den klassischen Natur- und Ingenieurwissenschaften befinden, haben sich in den Anwendungsbereichen der Systemwissenschaften oder etwa der Kybernetik erschlossen.
An russischen Universitäten gibt es explizit eigene Fakultäten für angewandte Mathematik und Kybernetik. Weiterhin beschreibt die Technische Universität Ilmenau ihren Studiengang Technische Kybernetik und Systemtheorie folgendermaßen: „Die Technische Kybernetik ist eine interdisziplinäre Wissenschaft. Sie ist zwischen den Ingenieurwissenschaften und der angewandten Mathematik angesiedelt und mit der Beschreibung, Analyse und Kontrolle von dynamischen Prozessen befasst. Kybernetische Methoden ermöglichen z. B. die automatische Navigation von Schiffen, lassen komplexe Vorgänge in Zellorganismen beschreiben oder helfen logistische Abläufe, wie Fahrpläne oder Energienetze, zu optimieren.“

„Heutzutage bilden die Strukturwissenschaften die Basiswissenschaften für das Verständnis komplexer Phänomene schlechthin. … Dass der Anteil der Strukturwissenschaften ständig zunimmt, kann man unter anderem daran erkennen, dass die Computersimulation zunehmend das klassische Experiment in den Naturwissenschaften verdrängt. … Tatsächlich scheinen die Strukturwissenschaften zu einem einheitlichen Wirklichkeitsverständnis, das heißt zu einem objektiven Sinnzusammenhang und einem objektiven Anschauungsganzen zu führen, das nunmehr alle Formen wissenschaftlicher Erkenntnis umfasst. Und es mag geradezu paradox erscheinen, dass es ausgerechnet die so facettenreiche Wissenschaft des Komplexen ist, die wieder zur Einheit des Wissens und damit zur Einheit der Wirklichkeit zurückführt.“

## Entwicklung

### Mathematik
„Die beliebte Frage, ob Mathematik eine Natur- oder Geisteswissenschaft sei, geht von einer unvollständigen Einteilung aus. Sie ist eine Strukturwissenschaft.“

Der strukturwissenschaftliche Begriff der Struktur entstammt dem Bemühen um die Wende zum 20. Jahrhundert, eine gemeinsame Grundlage für die gesamte Mathematik zu finden. Maßgebliche Schritte waren hierfür die Entwicklung der naiven Mengenlehre, der formalen Logik, das Hilbertprogramm, die Gruppentheorie der Algebra und die Arbeiten der Gruppe Nicolas Bourbaki.
Die formale Prädikatenlogik baut auf der von Georg Cantor formalisierten Mengenlehre (naive Mengenlehre) auf. George Booles An Investigation of the Laws of Thought verglich bereits die Verknüpfungsstrukturen des logischen Denkens mit der Zahlenalgebra und ihren Rechenarten. Gottlob Frege legte mit der „Begriffsschrift“ das erste rein formale axiomatische Logiksystem vor, mit dem er in den Grundgesetze der Arithmetik versuchte, die Mathematik auf rein logische Axiome zu gründen, indem er versuchte, den Begriff der Anzahl auf der Basis von Begriffsumfängen und Abbildungsrelationen zu definieren. Freges System ließ jedoch die Herleitung der russellschen Antinomie zu. Diesem Problem wurde zum einen mit der Typentheorie begegnet, zum anderen durch Ergänzungen in der Axiomatik der Mengenlehre.
Ausgehend von David Hilbert und Wilhelm Ackermann wurde umgekehrt eine Algebraisierung der Logik betrieben. Für die Position des Formalismus entsprach etwa jede Menge, die formal den Peano-Axiomen genügt (ein Modell der Axiome darstellt), den natürlichen Zahlen.
Die Modelltheorie beschäftigt sich im Besonderen mit solchen Strukturen, die axiomatisierbaren Sprachen oder Theorien entsprechen. Ein Modell ist dabei eine mit gewissen Strukturen versehene Menge, auf die die Axiome des Systems zutreffen. Formal sind Modelle Strukturen über einer Elementaren Sprache, in der die Axiome formuliert sind. In der Beweistheorie bildet das strukturelle Beweisverfahren eine wichtige Kalkül-Basis als Beweistheorie. Beweise werden üblicherweise als induktiv definierte Datenstrukturen dargestellt, wie Listen oder Bäume. Über die Berechenbarkeitstheorie (siehe auch Berechenbarkeit) bildet die formale Logik einen der historischen Ausgangspunkte der theoretischen Informatik.
Mithilfe des abstrakten Gruppenbegriffs ließ sich die abstrakte algebraische Struktur definieren durch eine oder mehrere Grundmengen (von Objekten, Elementen oder Symbolen) und den Operationen, Relationen und Funktionen auf diesen Grundmengen. „So wurde es das unbestrittene Verdienst von Emmy Noether, [Emil] Artin und den Algebraikern ihrer Schule, wie Hasse, Krull, Schreier, van der Waerden, in den 1920er Jahren die Auffassungen von einer modernen Algebra als Theorie algebraischer Strukturen voll durchgesetzt zu haben.“ Diese Strukturen waren von der Entscheidung der Grundlagendebatte zwischen Platonikern, Formalisten und Intuitionisten letztlich unabhängig.
Bereits in Freges System können die Prädikate selbst zum Gegenstand der Prädikation durch Prädikate höherer Stufe werden (und so weiter). Auf dieser Basis können bereits große Bereiche der Mathematik in der mathematischen Logik ausgedrückt werden. Die Relationszeichen, Funktionszeichen oder Konstanten bilden dabei dann den Typ der Sprache, äquivalent zum Typ einer algebraischen Struktur. So bildete sich während der Grundlegungsdebatte in der Mathematik und Logik um 1940 ein „strukturelle[r] Standpunkt“ heraus, der Mathematik in Bezug zur Mathematikdidaktik zu einer Strukturwissenschaft erklärte und ab 1955 didaktisch in Deutschland wirksam wurde.
Die Gruppe Nicolas Bourbaki erklärte schließlich in einem 1950 veröffentlichten Artikel Strukturen zum geeigneten Mittel, um die gesamte Einheit der Mathematik zu sichern.

### Informatik
Die Entwicklung der Theoretischen Informatik begann etwa in den 1930er Jahren. Als grundlegendes Konzept in der Informatik gilt der aus der Mathematik stammende Begriff des Algorithmus, der eine aus endlich vielen Schritten bestehende Handlungsvorschrift zur Lösung eines mathematischen Problems darstellt. Mit dem Algorithmenbegriff verbunden ist das Konzept der Berechenbarkeit, für das in der Berechenbarkeitstheorie verschiedene mathematische Formalisierungen und Analysemethoden entwickelt wurden. Auch innerhalb der Informatik werden auf formaler Ebene strukturelle Eigenschaften von Objektklassen erforscht, ohne zu berücksichtigen, welche konkreten Objekte sich dieser Struktur unterordnen und ob diese sich in der Realität überhaupt konstruieren lassen, wobei aber eine Forderung nach Konstruierbarkeit je nach Disziplin durchaus gestellt werden kann.
Ein der klassischen Mathematik fremder Begriff ist derjenige der Datenstruktur, der in der Informatik, neben dem des Algorithmus, von zentraler Bedeutung ist. Die Darstellung der Algorithmen, Datenstrukturen und Untersuchungen über Zeit und Platz, die für die Ausführung und Speicherung notwendig sind, ist ein eigener Beitrag der Theoretischen Informatik zu den Strukturwissenschaften.
Spezifische grundlegende Strukturen der Informatik sind im Bereich der Rechnerstrukturen u. a. die Von-Neumann-Architektur (seit 1945) bzw. sein Gegenteil, die Non-Von-Neumann-Architekturen (beispielsweise Parallelrechner).
Die bis heute geltende Basis jeder strukturierten Programmierung sind die drei Kontrollstrukturen von Sequenz, Verzweigung und Schleife. Zur Visualisierung werden Flussdiagramme, Struktogramme (seit 1972) oder UML-Diagramme (seit 1997) verwendet.
Weitere wichtige Impulse verdankt die Strukturwissenschaft den Themengebieten der Berechenbarkeitstheorie, der Frage zur Entscheidbarkeit und der Komplexitätstheorie. Auch die Untersuchungen zur Automatentheorie, insbesondere die der zellularen Automaten, weisen einen bis heute progressiven Charakter nicht zuletzt auch im Bereich der naturwissenschaftlichen Erklärungsmodelle auf.

### Komplexitätsforschung und Systemtheorie

Strukturelles Feedback-Modell der Kybernetik

Carl Friedrich von Weizsäcker prägte 1971 einen erweiterten Begriff für die Strukturwissenschaften: „Als Strukturwissenschaften wird man nicht nur die reine und angewandte Mathematik bezeichnen, sondern das in seiner Gliederung noch nicht voll durchschaute Gebiet der Wissenschaften, die man mit Namen wie Systemanalyse, Informationstheorie, Kybernetik, Spieltheorie bezeichnet. Sie sind gleichsam die Mathematik zeitlicher Vorgänge, die durch menschliche Entscheidung, durch Planung, durch Strukturen, […] oder schließlich durch Zufall gesteuert werden. Sie sind also Strukturtheorien zeitlicher Veränderung. Ihr wichtigstes praktisches Hilfsmittel ist der Computer, dessen Theorie selbst eine der Strukturwissenschaften ist. Wer in einem Lande den Fortschritt der Wissenschaft fördern will, muss diese Wissenschaften vordringlich fördern, denn sie bezeichnen gleichsam eine neue Bewusstseinsstufe.“
In den 1970er und 1980er Jahren erlebten dann mit der Synergetik, der Theorie der Selbstorganisation und der Chaostheorie weitere Gebiete, die den Strukturwissenschaften zugerechnet werden können, einen rasanten Aufstieg. Im Rahmen der Komplexitätsforschung spielt dabei der Begriff des Systems eine zentrale Rolle. Systeme organisieren und erhalten sich zunächst durch Strukturen. Die Struktur bezeichnet das Muster der Systemelemente und ihrer Beziehungsgeflechte, durch die ein System entsteht, funktioniert und sich erhält. Unter der Struktur eines Systems versteht man somit die Gesamtheit der Elemente eines Systems, ihre Funktion und ihre Wechselbeziehungen. Doch in der Systemtheorie bedingen sich Systemstruktur, Systemverhalten und Systementwicklung gegenseitig. Daher werden innerhalb der Systemtheorie zusätzlich zur Struktur noch weitere Axiome eingeführt, welche die Systemgrenzen (die Unterscheidung System/Umwelt), vor allem aber die System-Attribute wie Stabilität, Dynamik, Linearität u. a. beinhalten. Weiterhin ist es für ein System konstituierend, dass die jeweiligen Systemelemente eine Systemfunktion (Systemzweck, Systemziel) erfüllen und dabei eine funktionale Differenzierung aufweisen. Die ersten formalisierten Systemtheorien wurden etwa um 1950 entwickelt. Die Anwendung solcher Modelltheorien ermöglicht die Simulation komplexer Vorgänge und wurde daher in vielen Einzelwissenschaften angestrebt, vor allem aber in der Biologie der 1970er und 1980er Jahre.

„Die Strukturwissenschaften … sind heute mächtige Instrumente zur Erforschung der komplexen Strukturen der Wirklichkeit. Ihre Gliederung erfolgt nach den gegenstandsübergreifenden Ordnungs- und Funktionsmerkmalen, welche die Wirklichkeit strukturieren, und die wir mit Oberbegriffen wie System, Organisation, Selbststeuerung, Information und dergleichen beschreiben. Neben den bereits als klassisch einzustufenden Disziplinen der Kybernetik, Spieltheorie, Informationstheorie und Systemtheorie haben die Strukturwissenschaften so wichtige Wissenschaftszweige wie Synergetik, Netzwerktheorie, Komplexitätstheorie, Semiotik, Chaostheorie, Katastrophentheorie, Theorie der Fraktale, Entscheidungstheorie und die Theorie der Selbstorganisation hervorgebracht. Auch die von mir anvisierte Theorie der Randbedingungen mag sich eines Tages zu einer eigenständigen Strukturwissenschaft weiterentwickeln.“

## Idee, Formalisierung und Beispiele mathematischer Strukturen

### Zum Begriff der mathematischen Struktur
Zunächst bildete sich die „Auffassung von einer modernen Algebra als Theorie algebraischer Strukturen.“, welche auch heute noch oftmals als Strukturmathematik gelehrt wird. Dann entwickelte die Bourbakigruppe die gesamte Mathematik als „Lehre von den Strukturen“ im Sinne einer umfassenden Strukturwissenschaft. Der Begriff einer mathematischen Struktur hat jedoch nur noch bedingt etwas mit dem umgangssprachlichen Strukturbegriff zu tun. Die Mathematik formuliert diesen Begriff im Rahmen ihrer Formalisierung weitaus präziser. Die Hierarchie mathematischer Strukturen enthält beispielsweise die algebraischen Strukturen und die topologischen Strukturen.
Als Basis jeder mathematischen Struktur dient eine Menge M, deren Elemente zunächst in keinerlei Beziehung zueinander stehen, beispielsweise die Menge M = {1,2,3,4,5}, wobei die Elemente nicht notwendigerweise Zahlen sind. Nun wird dieser Menge M, die Trägermenge genannt wird, eine Struktur S aufgeprägt. Eine mathematische Struktur ist demnach mit (M,S) als geordnetes Paar für das System „die Menge M versehen mit der Struktur S“ darstellbar. Dazu kann man dann zum Beispiel eine Ordnungsrelation verwenden, die zeigt, welche Elemente mit welchen anderen in Beziehung stehen, oder welche isoliert bleiben. Die Menge M trägt dann eine bestimmte Struktur S.
Die formale Definition einer mathematischen Struktur lautet:
Eine Struktur ist ein 4-Tupel aus einer Menge A,  sowie einer Familie von Grundrelationen I,  einer von Grundfunktionen J und einer von Konstanten K.
I, J und K können dabei auch leer oder unendlich sein. Eine Struktur ohne I, J, und K ist dann trivialer Weise wieder die Trägermenge selbst. Reine Mengen von Relationen ohne zugehörige Mengen sind demnach nicht als mathematische Strukturen definiert, sondern sind lediglich als elementare Strukturbausteine separat analysierbar.

### Komplexe Strukturen und Systemwissenschaften
Relativ junge Zweige der Strukturwissenschaften befassen sich heutzutage mit komplexen und hyperkomplexen Strukturen. Das Interesse an diesen Strukturen wurde jedoch primär nicht von dem Wunsch nach neuen mathematischen Modellen, sondern von dem Wunsch, natürliche Strukturen zu verstehen, motiviert. Derzeit sind daher viele entsprechende Gebiete auch quasi „zwischen“ der angewandten Mathematik und den traditionellen Natur- und Ingenieurwissenschaften angesiedelt. Manche Gebiete sind inzwischen recht gut- und andere eher semi-formalisiert worden.
Als Beispiele kann man dazu Teile der Systemwissenschaft (System Dynamics, Nachhaltigkeit), Systemdenkschulen (Vester, Senge), das senso-motorische Stufenmodell emergenter Systeme vom Regel-, Funktions- und dem Situationskreis, sowie das Viable System Model oder die Ansätze einer Kybernetik zweiter Ordnung betrachten.

## Bezug zu Natur-, Geistes- und Sozialwissenschaften

### Naturwissenschaften
Abstrahierende mathematische Modellbildungen findet man heutzutage zudem in jedem Zweig der Naturwissenschaft, so dass es sinnvoll erscheinen kann, diese als Strukturwissenschaften zu einem allgemeinen Bestandteil der Methodik zu machen. Für die Physik beispielsweise kommt es dann aber darauf an, aus allgemeinstmöglichen Strukturen diejenigen herauszufischen, die für die Beschreibung von experimentellen Vorgängen benötigt werden. Aus der jeweiligen Struktur können dann mathematische Schlüsse gezogen werden, die überprüfbaren Folgen für den Untersuchungsgegenstand entsprechen.
Aus Sicht der Differentialgeometrie handelt es sich bei physikalischen Theorien um differenzierbare Mannigfaltigkeiten mit endlicher Dimensionszahl. Selbst der Phasenraum ist mathematisch gesehen eine spezielle Mannigfaltigkeit. Diese Erkenntnis gestattet dann Untersuchungen wie den Unterschied zwischen integrablen und nichtintegrablen dynamischen Systemen, und dies wird seit einigen Jahren inzwischen wieder in Form der Chaostheorie näher untersucht.
Weiterhin ist der Begriff der Gruppe in der modernen Physik außerordentlich wichtig geworden. Die Gruppentheorie stellt die mathematischen Hilfsmittel zur Verfügung, mit denen Symmetrien untersucht werden können. Ein physikalisches System heißt symmetrisch bezüglich einer Transformation, wenn es sich durch die Anwendung der Transformation nicht ändert. Symmetrien haben insbesondere im Rahmen des Noether-Theorems (formuliert 1918 von Emmy Noether) eine so große Bedeutung, weil sie Invarianzen zur Folge haben und damit Erhaltungsgrößen.
Auch die Chemie lässt sich als Anwendungsfall für die Strukturwissenschaften, seit sich ab 1865 die Strukturtheorie (in Anlehnung an Friedrich August Kekulé) in der Chemie durchsetzte. Demnach erklären sich chemische Eigenschaften aus der inneren Struktur der Moleküle (eine wichtige Anwendung in der Chemie ist daher das Aufstellen von Strukturformeln). Damit wurde auch die Basis für eine besondere Nähe zur Physik geschaffen, die es ermöglichte, die chemischen Bindungen als Verbindungsfähigkeiten von Atomen zu deuten. Insofern die Chemie die Bindungen von Atomen durch ihre äußere Elektronenhülle untersucht, die innerhalb von chemischen Bindungen aufgrund ihrer atomaren und molekularen Struktur ganz unterschiedliche Bindungsstärken und -arten realisieren können, beschäftigt sie sich mit gegebenen Strukturen innerhalb der Natur.
Innerhalb der Biologie beschäftigt sich speziell die Strukturbiologie mit dem Aufbau hierarchisch organisierten Strukturen von Lebewesen, angefangen von Makromolekülen zu Zellen, Organen, Organismen, Biozönosen und Biosphären. Sowohl die einzelnen Bausteine von Lebewesen, als auch die Individuen innerhalb von Populationen oder anderer Lebensgemeinschaften stehen dabei in einem relationalen Austausch miteinander und mit der physikalisch-chemischen Umwelt.
In diesem Zusammenhang ist vor allem die Frage von Belang, inwiefern bestimmte Strukturen Träger emergenter Eigenschaften sind. Während die Strukturbetrachtung also einerseits den Übergang zwischen physikalischen Grundkräften, chemischen Verbindungen und organischem Leben zu beleuchten verspricht, existieren andererseits aber auch systemwissenschaftliche Ansätze, die ebenfalls strukturalistisch verstanden werden können.
Systemphysik wird dabei beispielsweise im Rahmen der Erforschung der Physik von komplexen Systemen am Max-Planck-Institut für Physik komplexer Systeme betrieben. Erforscht werden dabei Bereiche der nichtlinearen Systemdynamik, die physikalischen Grundlagen liefern dabei oft die Modelle der statistischen Physik.
Die Systembiologie ist ein Zweig der Biowissenschaften, der versucht, biologische Organismen in ihrer Gesamtheit zu verstehen. Das Ziel ist, ein integriertes Bild aller regulatorischen Prozesse über alle Ebenen, vom Genom über das Proteom, zu den Organellen bis hin zum Verhalten und zur Biomechanik des Gesamtorganismus zu bekommen. Wesentliche Methoden zu diesem Zweck stammen aus der Systemtheorie und ihren Teilgebieten. Da aber die mathematisch-analytische Seite der Systembiologie nicht perfekt ist, kommen als Forschungsmethoden häufig Computersimulationen und Heuristiken zum Einsatz. Versuche zur mathematischen Formalisierung von Leben findet man u. a. bei Robert Rosen, der im Rahmen seiner relationalen Biologie als Hauptmerkmale von Lebewesen den Metabolismus und die Reparatur bzw. die Replikation beschreibt.
Beispiele für die integrativen Leistungen der Strukturwissenschaften, die Naturwissenschaften dahingehend zu unterstützen, die Entstehung von organisierten Strukturen in der Natur zu beschreiben, sind die Forschungsergebnisse von Manfred Eigen, welche ihren Ausgangspunkt in der Molekularbiologie nahmen, sowie die strukturwissenschaftlichen Ergebnisse von Illya Prigogine und Herman Haken, welche mit Überlegungen zur Thermodynamik begannen. Durch das Paradigma der Selbstorganisation (Ilya Prigogine) und der Synergetik (Hermann Haken) erschien es möglich, die biologische Evolution als Evolution von Strukturen an die Physik anzuschließen. Zuvor schien der 2. Hauptsatzes der Thermodynamik, der eine Zunahme der Entropie voraussagt, einer spontanen Entstehung von Strukturen zu widersprechen. Ausgangspunkt der Betrachtungen von Haken zur Synergetik war daher die Frage, warum sich im Universum komplexe Strukturen entwickeln konnten, wenn allein der zweite Hauptsatz der Thermodynamik gilt. Er schreibt dazu:

„Die Physik nimmt für sich in Anspruch, die grundlegende Naturwissenschaft schlechthin zu sein. Doch hätte man früher einen Physiker gefragt, ob beispielsweise die Entstehung des Lebens mit den Grundgesetzen der Physik in Einklang zu bringen sei, so hätte die ehrliche Antwort Nein lauten müssen. Nach den Grundgesetzen der Wärmelehre müsste die Unordnung der Welt immer mehr zunehmen. Alle geregelten Funktionsabläufe müssten langfristig aufhören, alle Ordnung zerfallen. Der einzige Ausweg, den viele Physiker sahen, war, die Entstehung von Ordnungszuständen in der Natur als riesige Schwankungserscheinung zu betrachten, die nach den Regeln der Wahrscheinlichkeitstheorie überdies beliebig unwahrscheinlich sein sollte. Eine wahrhaft absurde Idee, aber wie es schien, im Rahmen der sog. Statistischen Physik die einzig akzeptable. War die Physik damit in eine Sackgasse geraten, indem sie behauptete, biologische Vorgänge beruhten auf physikalischen Gesetzen, aber die Entstehung des Lebens selbst würde den physikalischen Gesetzen widersprechen? Die Ergebnisse der Synergetik setzen uns instand, die Grenzen der Thermodynamik aufzudecken und klassische Fehlinterpretationen nachzuweisen.“

### Geistes- und Sozialwissenschaften
In der Philosophie machen vor allem die Denkrichtungen des Strukturalismus und die des Strukturenrealismus von strukturwissenschaftlichen Grundlagen Gebrauch. Strukturalismus ist dabei ein Sammelbegriff für interdisziplinäre Methoden und Forschungsprogramme, die Strukturen und Beziehungsgefüge in den weitgehend unbewusst funktionierenden Mechanismen kultureller Symbolsysteme untersuchen. Der Strukturalismus behauptet einen logischen Vorrang des Ganzen gegenüber den Teilen und versucht einen internen Zusammenhang von Phänomenen als Struktur zu fassen. Der philosophische Bereich des Strukturenrealismus stellt in seiner epistemischen Variante die Theorie auf, dass alle wissenschaftlichen Theorien über Strukturen in der Welt referieren, die ontische Variante behauptet, dass die Welt lediglich aus Strukturen bestehe und untersucht die Möglichkeiten der Existenz und der Entstehung von Relationen und (physikalischen) Objekten, bzw. fragt auch, ob es vielleicht auch nur Relationen ohne eigene Objektträger geben kann.
Die zentrale strukturwissenschaftliche Theorie innerhalb der Philologie stellt die Linguistik bzw. die Sprachwissenschaft dar. Aus Sicht der Strukturwissenschaften handelt es sich hierbei um ein Teilgebiet der Semiotik. Von Sprachwissenschaftlern wird jedoch auch teilweise die Meinung vertreten, dass sich die Linguistik von diesem Teilgebiet aus bereits zu einer eigenständigen Strukturwissenschaft entwickelt habe. Unter dem strukturwissenschaftlichen Aspekt betrachtet, geht Linguistik davon aus, dass ihr Objekt, die Sprache, strukturiert ist. Sie entwickelt dazu methodische Verfahren, diese Strukturen aufzudecken, und konstruiert Theorien, die diese Strukturen abbilden sollen.
In der Soziologie zählt vor allem die soziologische Systemtheorie von Niklas Luhmann als strukturwissenschaftliches Theoriegebäude, welches wiederum auf die Überlegungen des Strukturfunktionalismus und des Systemfunktionalismus von Talcott Parsons zurückgeht. Zur strukturellen und funktionalen Analyse sozialer Systeme entwickelte Parsons das AGIL-Schema, das die für die Strukturerhaltung notwendigen Funktionen systematisiert. Die Systemtheorie nach Niklas Luhmann ist eine philosophisch-soziologische Kommunikationstheorie mit universalem Anspruch, mit der die Gesellschaft als komplexes System von Kommunikationen beschrieben und erklärt werden soll. Kommunikationen sind dabei die Operationen, die diverse soziale Systeme der Gesellschaft entstehen lassen, vergehen lassen, erhalten, beenden, ausdifferenzieren, interpenetrieren und durch strukturelle Kopplung verbinden. Nach Luhmann sind soziale Systeme sinnverarbeitende Systeme. „Sinn“ ist nach Luhmann die Bezeichnung für die Art und Weise, in der soziale (und psychische) Systeme Komplexität reduzieren. Die Grenze eines sozialen Systems markiert somit ein Komplexitätsgefälle von der Umwelt zum sozialen System. Soziale Systeme sind die komplexesten Systeme, die Systemtheorien behandeln können. In einem sozialen System entsteht durch die Reduktion von Komplexität im Vergleich zur Umwelt eine höhere Ordnung mit weniger Möglichkeiten. Durch die Reduktion von Komplexität vermitteln soziale Systeme zwischen der unbestimmten Weltkomplexität und der Komplexitätsverarbeitungskapazität psychischer Systeme.
Die Gestaltpsychologie der Leipziger Schule, eine von Felix Krueger zu Beginn des 20. Jahrhunderts begründete Richtung, verstand sich als Gegenpol zur mechanisch-materialistischen Psychophysik. Einen eher von den Grundlagen der Informatik getriebenen Zugang zur Psychologie findet man beim Konstruktivismus.